# 布蘭克拉河
46°49′32″N 10°23′03″E / 46.82556°N 10.38420°E

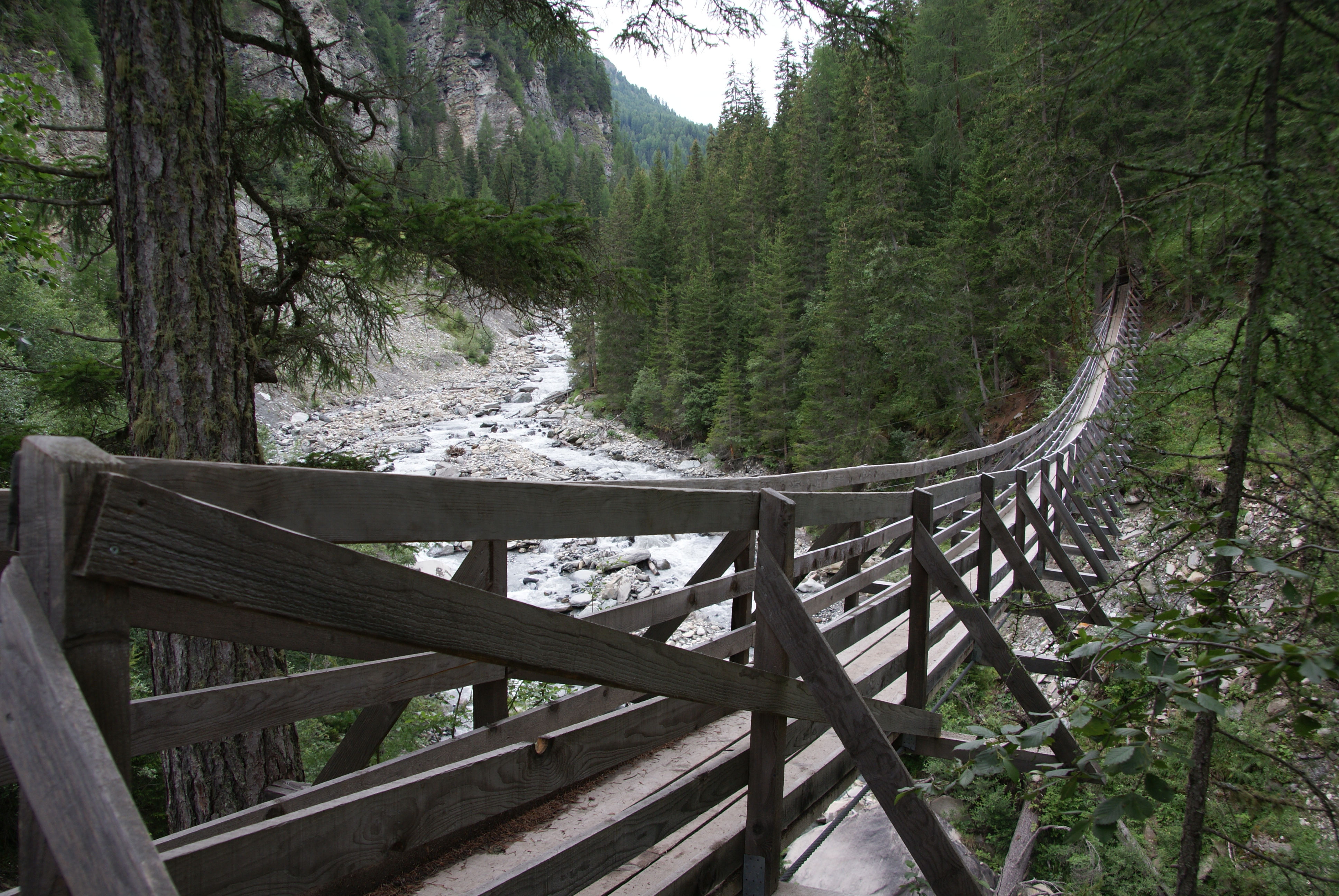

布蘭克拉河是瑞士的河流，位於該國東南部，流經格勞賓登州，屬於因河的左支流，河道全長16公里，流域面積66平方公里，發源自瓦爾格龍達峰，河口處在拉莫施。